# Васильевка (Белогорский район, Крым)

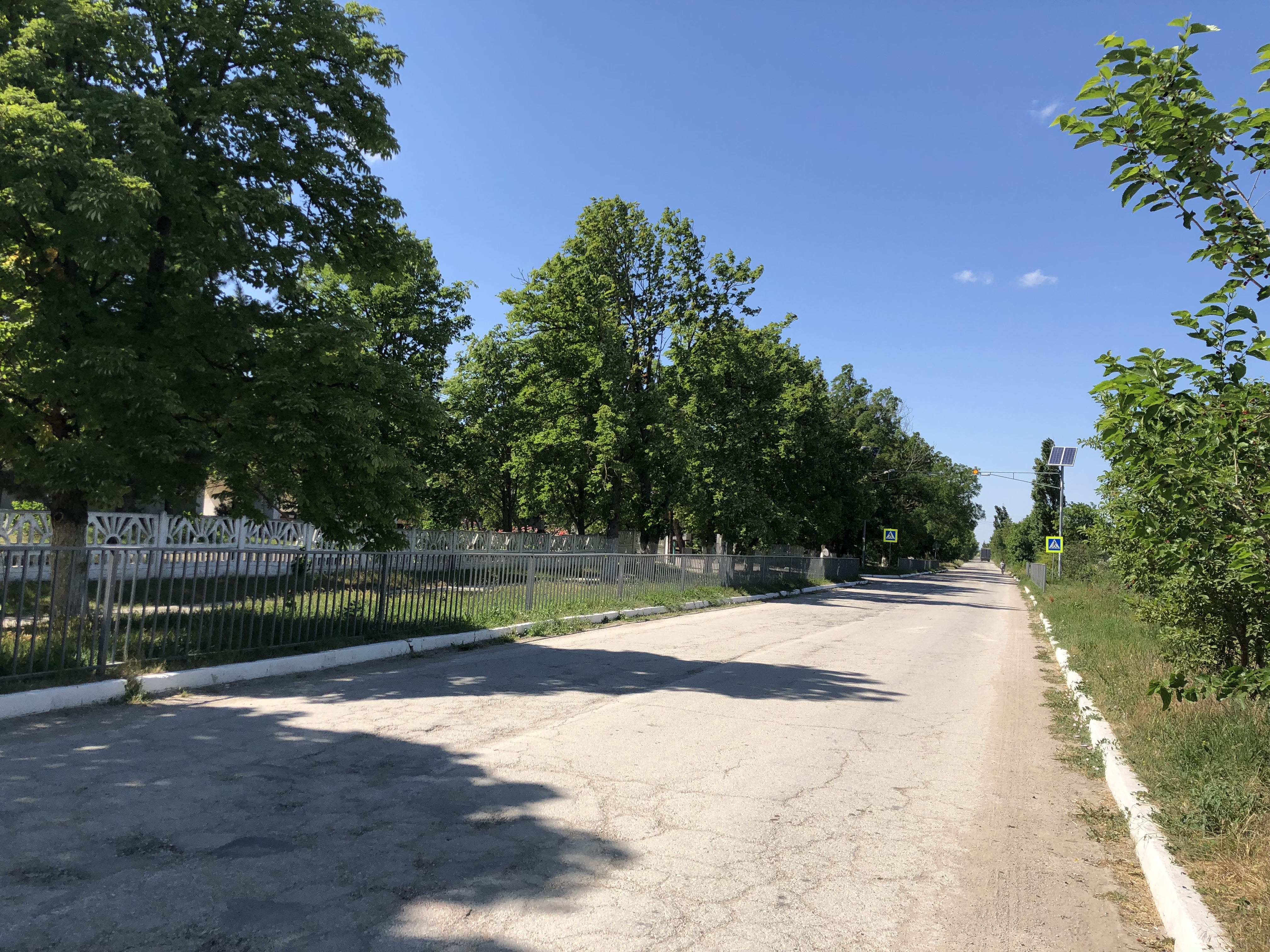
ул. Каманская, слева школа

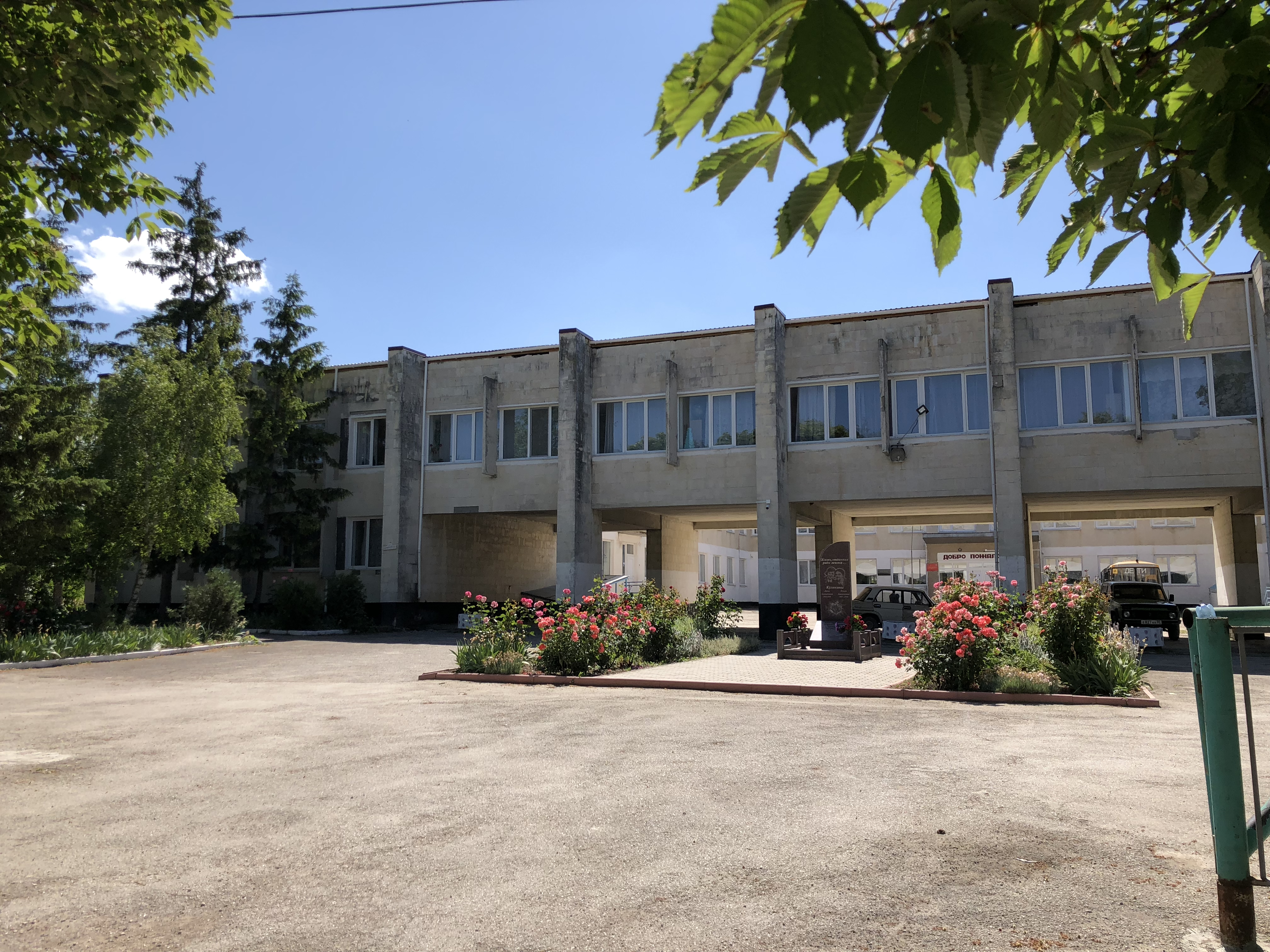
Васильевская средняя школа

Васи́льевка (укр. Василівка, крымскотат. Vasilyevka, Васильевка) — село в Белогорском районе Республики Крым, центр Васильевского сельского поселения (согласно административно-территориальному делению Украины — Васильевского сельского совета Автономной Республики Крым).

## Население
| 2001 | 2014  |
| ---- | ----- |
| 1506 | ↘1331 |

Всеукраинская перепись 2001 года показала следующее распределение по носителям языка
| Язык             | Процент |
| ---------------- | ------- |
| русский          | 68.46   |
| крымскотатарский | 24.83   |
| украинский       | 5.05    |
| другие           | 0.47    |

### Динамика численности
| - 1853 год — 169 чел. - 1864 год — 258 чел. - 1889 год — 741 чел. - 1892 год — 563 чел. - 1900 год — 571 чел. - 1915 год — 667/20 чел. - 1926 год — 699 чел. | - 1939 год — 899 чел. - 1974 год — 2719 чел. - 1989 год — 1330 чел. - 2001 год — 1506 чел. - 2009 год — 1500 чел. - 2014 год — 1331 чел. |

## Современное состояние
На 2017 год в Васильевке числится 10 улиц и 3 переулка; на 2009 год, по данным сельсовета, село занимало площадь 150 гектаров на которой, в 519 дворах, проживало 1500 человек. В селе действуют средняя общеобразовательная школа, детский сад «Василёк», сельский Дом культуры, библиотека-филиал № 3, амбулатория общей практики семейной медицины, отделение Почты России. Васильевка связана автобусным сообщением с райцентром, городами Крыма и соседними населёнными пунктами.

## География
Васильевка расположена в северо-восточной части района, на левом берегу реки Кучук-Карасу, на южной окраине степной зоны Крыма. Соседние сёла лежат на противоположном берегу реки: Малиновка — напротив, и Северное в полукилометре ниже по долине. Расстояние до райцентра — около 18 километров (по шоссе), ближайшая железнодорожная станция — Нижнегорская (на линии Джанкой — Феодосия), примерно в 42 километрах. Высота центра села над уровнем моря 166 м. Транспортное сообщение осуществляется по региональной автодороге 35Н-088 Пролом — Заречье (по украинской классификации — С-0-10312).

## История
Васильевка возникла на месте имения генерал-аншефа Каховского, жалованного ему Екатериной II в 1783 году на месте деревни Кой-Эли, которая на карте 1817 года обозначена с 6 дворами. Имение Каховский заселил крепостными из Псковщины. Есть версия, что название селению дано по имени первого жителя Василия Дурненко. Видимо, будущая Васильевка обозначена на карте 1842 года как господский двор и деревня Азамат (русский) с 48 дворами. По другим данным, в 1853 году в деревне в 28 дворах проживало 169 человек. В 1860 году наследники Каховского продали имение и деревню помещику Дульветову.
В 1860-х годах, после земской реформы Александра II, деревню приписали к Шейих-Монахской волости. В «Списке населённых мест Таврической губернии по сведениям 1864 года», составленном по результатам VIII ревизии 1864 года, Азамат — русско-татарская деревня с 30 дворами, 258 жителями и винокуренным заводом и сделана пометка, что состоит из 2-х частей (на трехверстовой карте Шуберта 1865—1876 года в деревне Азамат Русский обозначено 18 дворов, также обозначен к западу от деревни винокуренный завод).
В «Памятной книге Таврической губернии 1889 года» по результатам Х ревизии 1887 года записаны в Шейх-Монахской волости Васильевка вместе с Азаматом, в двух деревнях — 122 двора и 741 житель. На верстовой карте 1890 года в деревне обозначено 56 дворов с русским населением. По «…Памятной книжке Таврической губернии на 1892 год» в Азамат (она же Васильевка), входившей в Васильевское сельское общество, числилось 563 жителя в 78 домохозяйствах.

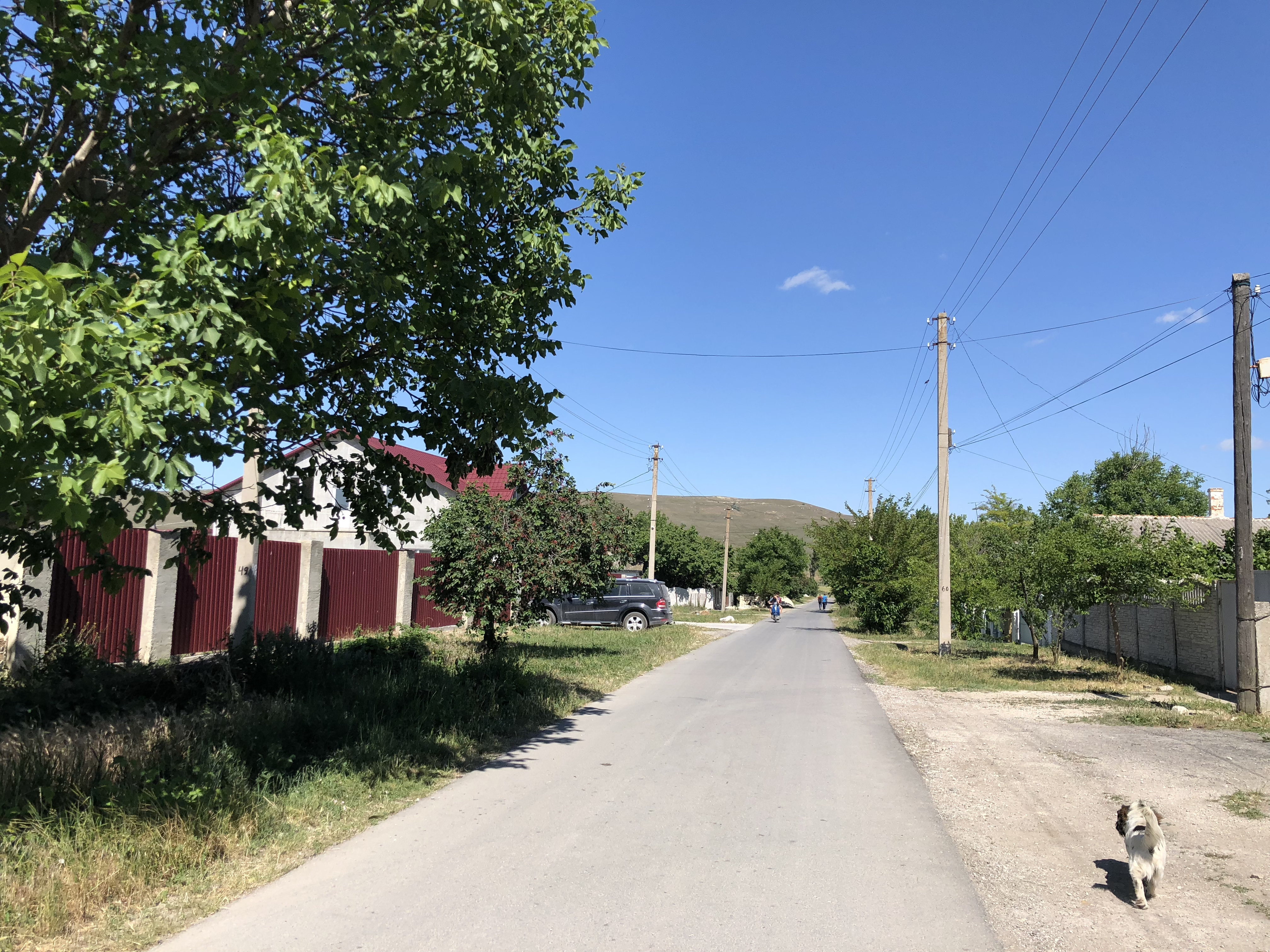
ул. Садовая

После земской реформы 1890-х годов, которая в Феодосийском уезде прошла после 1892 года, деревню приписали к Андреевской волости. По «…Памятной книжке Таврической губернии на 1900 год» в деревне Васильевка, входившей в Васильевское сельское общество, числился 571 житель в 107 дворах. Последней владелицей имения была А. Д. Сахарова, жена генерала Владимира Сахарова. В 1903 году в усадьбе строится крупная трёхэтажная водяная мельница, с каналом от Кучук-Карасу, каменным бассейном и большим амбаром, сохранившаяся до наших дней. По Статистическому справочнику Таврической губернии. Ч.II-я. Статистический очерк, выпуск пятый Феодосийский уезд, 1915 год, в селе Васильевка Андреевской волости Феодосийского уезда числилось 113 дворов (110 дворов с землёй, 3 — безземельные) с русским населением в количестве 667 человек приписных жителей и 20 — «посторонних», из которых 352 мужчины и 335 женщин. Жители владели 127 десятинами удобной земли. В хозяйствах имелось 205 лошадей, 100 волов, 80 коров и 69 голов мелкого скота.

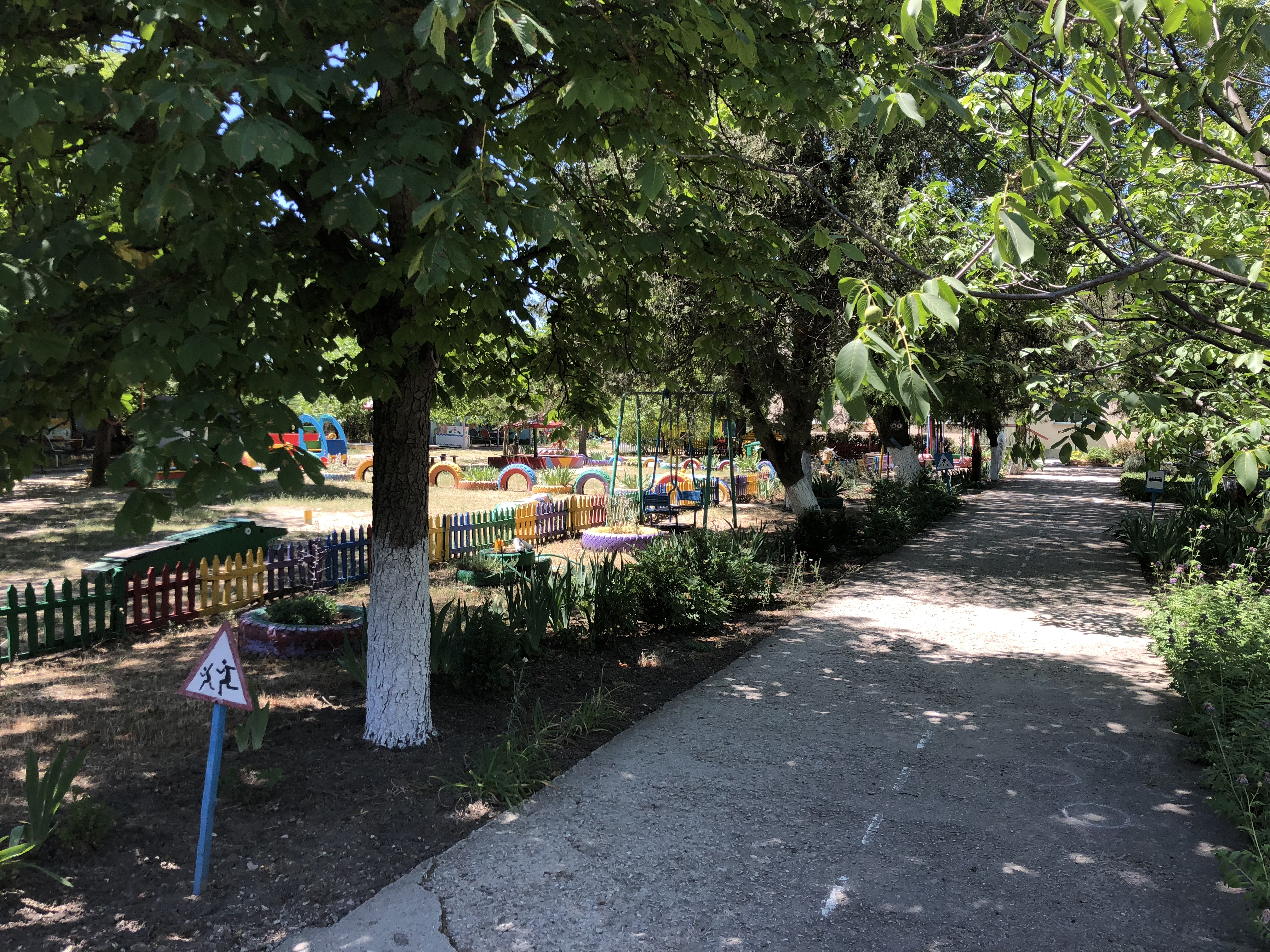
Васильевский детский сад

После установления в Крыму Советской власти, по постановлению Крымревкома от 8 января 1921 года была упразднена волостная система и село вошло в состав вновь созданного Карасубазарского района Симферопольского уезда, в том же году в селе открыты медпункт (с 1934 года больница) и начальная школа. В 1922 году уезды получили название округов. 11 октября 1923 года, согласно постановлению ВЦИК, в административное деление Крымской АССР были внесены изменения, в результате которых округа ликвидировались, Карасубазарский район стал самостоятельной административной единицей и село включили в его состав. Согласно Списку населённых пунктов Крымской АССР по Всесоюзной переписи 17 декабря 1926 года, в селе Васильевка, центре Васильевского сельсовета (в коем состоянии село пребывает всю дальнейшую историю) Карасубазарского района, числилось 165 дворов, из них 156 крестьянских, население составляло 699 человек, из них 675 русских, 11 греков, 4 армян, 4 болгар, 3 украинца, 2 татарина, действовала русская школа. В 1929 году в сёлах Васильевка, Малиновка и Пролом образован колхоз «Гигант», из которого через год выделен колхоз «Вперёд». По данным всесоюзная перепись населения 1939 года в селе проживало 899 человек.
В 1944 году, после освобождения Крыма от фашистов, 12 августа 1944 года было принято постановление № ГОКО-6372с «О переселении колхозников в районы Крыма», в исполнение которого в район завезли переселенцев: 6000 человек из Тамбовской и 2100 — Курской областей, а в начале 1950-х годов последовала вторая волна переселенцев из различных областей Украины. С 25 июня 1946 года Васильевка в составе Крымской области РСФСР, а 26 апреля 1954 года Крымская область была передана из состава РСФСР в состав УССР. В 1959 году колхозы «Вперёд» и им. Шаумяна объединены в колхоз имени XXI съезда КПСС. На 1974 год в Васильевке числилось 2719 жителей. По данным переписи 1989 года в селе проживало 1330 человек. С 12 февраля 1991 года село в восстановленной Крымской АССР, 26 февраля 1992 года переименованной в Автономную Республику Крым. С 21 марта 2014 года в составе Крыма аннексирована Россией.

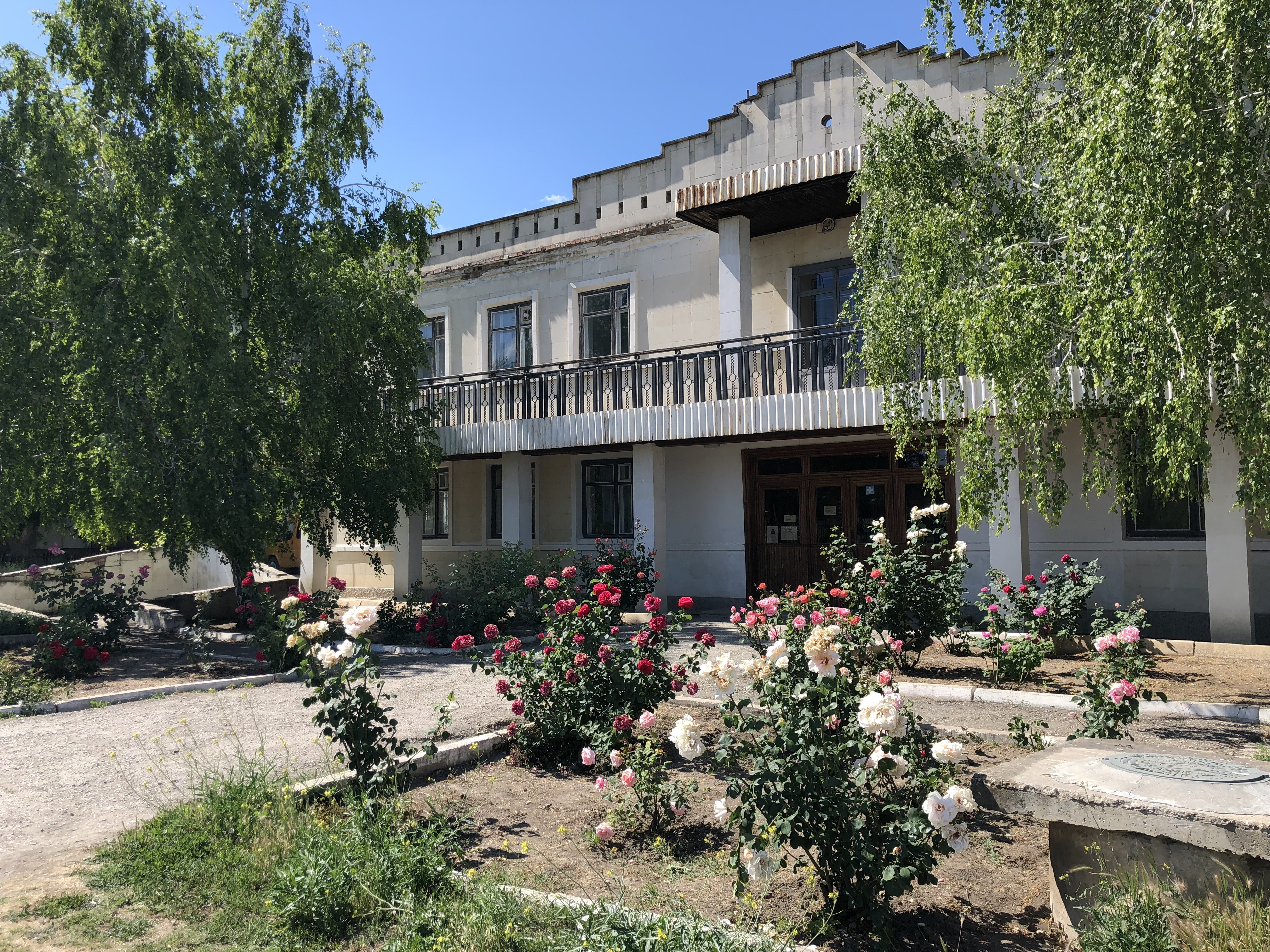
Васильевская амбулатория

## Известные жители и уроженцы
- Политицкий, Анатолий Петрович (1931—2001) — Герой Социалистического Труда.